# Augustin de Saffray de Mézy
Pour les articles homonymes, voir Saffray.
Augustin de Saffray de Mézy, né en Normandie à une date inconnue et mort le 6 mai 1665 à Québec, fut gouverneur de la Nouvelle-France de 1663 à 1665.  Premier à occuper le poste de gouverneur au sein du gouvernement royal et de son Conseil souverain, son mandat est marqué par une réorganisation de l'administration de la colonie et des conflits avec le clergé.

## Biographie

### Jeunesse et ermitage
Augustin de Saffray de Mézy est issue d'une famille de la noblesse normande. Ses parents sont Odet de Saffray, officier et seigneur de Mézy, de Vimont et d'Escoville, et Anne Thiboust. Il exerce la fonction de major de la ville et de la citadelle de Caen avant de se retirer à l'ermitage de Caen en tant que disciple de Jean de Bernières. C'est à cet endroit qu'il se fait connaître de François de Laval, alors vicaire apostolique de la Nouvelle-France.

### Gouverneur de la Nouvelle-France

#### Nomination inattendue
En 1663, Louis XIV rappelle le gouverneur Pierre du Bois d'Avaugour et instaure un gouvernement royal en Nouvelle-France. François de Laval, en sa qualité de gouverneur provisoire, est chargé de trouver un successeur. Appréciant la piété et le désintéressement de Saffray de Mézy, il lui propose le poste. Il hésite mais finit par accepter lorsque le roi lui offre de payer toutes ses dettes. Il entre en poste le 15 août 1663 et arrive un mois plus tard en Amérique.

#### Frictions avec le clergé
Chargé de former le premier Conseil souverain dès son arrivée, il doit s'en remettre à Mgr de Laval étant donné sa faible connaissance de la colonie. Le prélat catholique l'influence également sur l'interdiction de la vente d'eau-de-vie aux autochtones et il promulgue un édit en ce sens le 28 septembre. Cependant, après quelques mois de coopération, Saffray de Mézy commence à sentir que Mgr de Laval le tient en subalterne alors que le gouverneur est censé être le représentant du roi dans la colonie. Il l'informe de son intention d'exclure trois de ses protégés du Conseil souverain, et de procéder à des élections pour les remplacer. Mgr de Laval refuse mais les membres sont quand même suspendus grâce à l'appui de Tilly, La Ferté et Damours. À Ville-Marie, il ouvre une sénéchaussée royale. Cela contrarie les Sulpiciens, qui perdent ainsi leurs droits seigneuriaux en matière de justice. En 1664, les querelles continuent au sujet des nominations des membres du Conseil souverain. Le 19 septembre 1664, le gouverneur s'insurge. Il expulse quatre membres du Conseil, dont Jean Bourdon. Refusant son renvoi, le gouverneur se lance sur lui et le frappe. Les deux factions vont ensuite se condamner mutuellement, Mgr de Laval en chaire et Saffray de Mézy en placardant sa défense en ville.

### Fin de vie
En mars 1665, Saffray de Mézy tombe malade. Il a nommé son protégé Jacques Leneuf de La Poterie pour être son successeur, mais le Conseil souverain a bloqué cela peu de temps après sa mort et n'a donné à Jacques qu'une autorité provisoire. Avant sa mort, il exprime le désir de se réconcilier avec le clergé, et son testament prévoit des legs à celui-ci. Il décède le 6 mai 1665 à Québec et il est inhumé dans le cimetière des pauvres de l'Hôtel-Dieu de Québec.

## Hommages
Une avenue a été nommée en son honneur dans la ville de Québec en 2006.